# 洞宫山
洞宫山，位于中国浙江省南部，为武夷山之余脉，为西南-东北走向，西接鹫峰山。主要由安山岩、流纹岩和花岗岩构成。海拔在1000－1500米之间，主峰为百山祖，海拔1857米。其最高峰为黄茅尖，海拔1929米，为浙江省第一高峰。